# Rasa de Comajuncosa
La Rasa de Comajuncosa és un afluent per l'esquerra de la Ribera del Llissó (conca del Cardener), al Solsonès.

## Descripció
De direcció predominant cap a les 4 del rellotge, neix a 675 msnm al peu (sud) del cim del serrat de Sant Bartomeu. Surt del terme municipal de Solsona (partida de Sant Honorat) poc abans de deixar al sud la masia del Cavall i immediatament després de rebre per l'esquerra el seu únic afluent, travessa la carretera de Solsona a Sant Llorenç de Morunys per la Llosa del Cavall. Després de travessar el Clot del Forn, passa a tocar de la masia de Comajuncosa que li dona nom. Uns 500 m. més avall travessa la C-26 i immediatament després aboca les seves aigües a la Ribera del Llissó a 585 msnm.

## Termes municipals que travessa
La Rasa de Comajuncosa passa successivament pels següents termes municipals.
|                                        | Longitud (en m.) | % del recorregut |
| -------------------------------------- | ---------------- | ---------------- |
| Per l'interior del municipi de Solsona | 758              | 33,2%            |
| Per l'interior del municipi d'Olius    | 1.524            | 66,8%            |

## Perfil del seu curs
| Recorregut (en m.) | Altitud (en m.) | Pendent |
| ------------------ | --------------- | ------- |
| 0                  | 675             | -       |
| 500                | 647             | 5,6%    |
| 1.000              | 624             | 4,6%    |
| 1.500              | 609             | 3,0%    |
| 2.000              | 596             | 2,6%    |
| 2.282              | 585             | 3,9%    |

## Xarxa hidrogràfica
La xarxa hidrogràfica de la Rasa de Comajuncosa està integrada per 2 cursos fluvials que sumen una longitud total de 3.496 m.